# Campeonato Mato-Grossense 2001
In 2001 werd het 59ste Campeonato Mato-Grossense gespeeld voor voetbalclubs uit de Braziliaanse staat Mato Grosso. De competitie werd georganiseerd door de FMF en werd gespeeld van 3 maart tot 25 juli. Juventude werd de kampioen.

## Eerste toernooi

### Groep A
| Plaats | Club       | Wed.           | W              | G              | V              | Saldo          | Ptn.           |
| ------ | ---------- | -------------- | -------------- | -------------- | -------------- | -------------- | -------------- |
| 1.     | Mixto      | 16             | 7              | 6              | 3              | 26:16          | 27             |
| 2.     | Sinop      | 16             | 7              | 6              | 3              | 22:13          | 27             |
| 3.     | Sorriso    | 16             | 7              | 5              | 4              | 25:15          | 26             |
| 4.     | Santa Cruz | 16             | 3              | 5              | 8              | 16:30          | 14             |
| 5.     | Cáceres    | Teruggetrokken | Teruggetrokken | Teruggetrokken | Teruggetrokken | Teruggetrokken | Teruggetrokken |

|  | Gekwalificeerd voor tweede fase                                   |
|  | Teruggetrokken na drie wedstrijden, resultaten werden geannuleerd |

### Groep B
| Plaats | Club            | Wed. | W | G | V  | Saldo | Ptn. |
| ------ | --------------- | ---- | - | - | -- | ----- | ---- |
| 1.     | Juventude       | 16   | 9 | 5 | 2  | 34:16 | 32   |
| 2.     | União           | 16   | 7 | 5 | 4  | 25:18 | 25   |
| 3.     | Barra do Garças | 16   | 3 | 5 | 8  | 16:25 | 14   |
| 4.     | Vila Aurora     | 16   | 3 | 5 | 8  | 21:33 | 14   |
| 5.     | Dom Bosco       | 16   | 3 | 2 | 11 | 12:31 | 11   |

|  | Gekwalificeerd voor tweede fase |

## Tweede fase
Mixto kwam niet opdagen in de tweede wedstrijd waardoor Juventude de titel kreeg. União werd uitgeroepen tot vicekampioen. 
|  | Halve finale | Halve finale | Halve finale | Halve finale | Halve finale |   |           | Finale | Finale | Finale | Finale | Finale |
|  |              |              |              |              |              |   |           |        |        |        |        |        |
|  |              | Sinop        | 2            | 1            | 0            |   |           |        |        |        |        |        |
|  |              | Juventude    | 1            | 5            | 1            |   |           |        |        |        |        |        |
|  |              | Juventude    | 1            | 5            | 1            |   | Juventude | 3      |        |        |        |        |
|  |              |              |              |              |              |   | Juventude | 3      |        |        |        |        |
|  |              |              | Mixto        | 1            |              |   |           |        |        |        |        |        |
|  |              | União        | Mixto        | 1            | 2            | 1 | 0         |        |        |        |        |        |
|  |              | União        |              |              | 2            | 1 | 0         |        |        |        |        |        |
|  |              | Mixto        | 0            | 2            | 1            |   |           |        |        |        |        |        |

### Kampioen
| Campeonato Mato-Grossense de 2001 |
| Mato-Grosso                       |
| --------------------------------- |
| JUVENTUDE Kampioen (2° titel)     |